# Observatório de Siding Spring

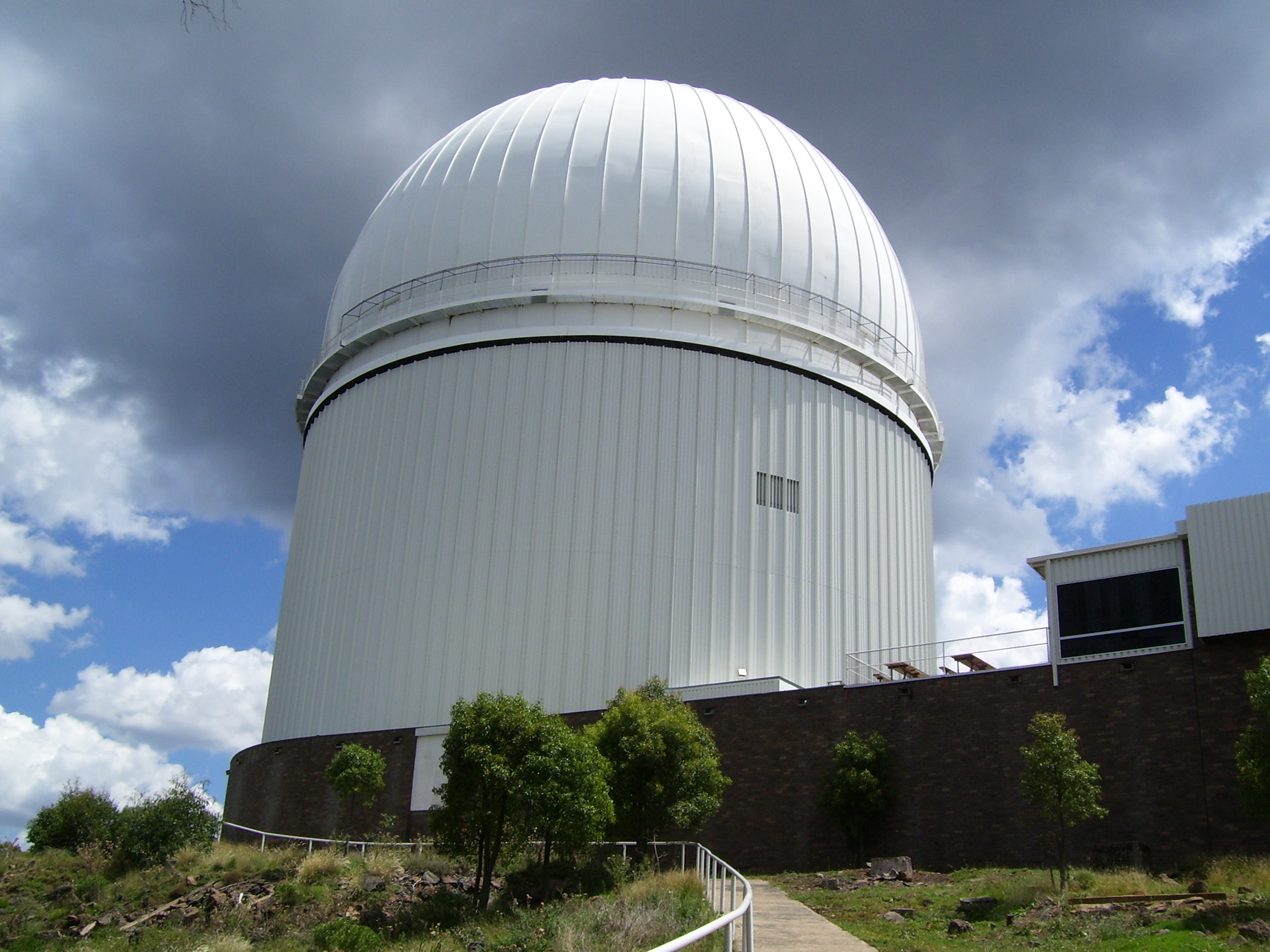
Cúpula do Telescópio anglo-australiano, um dos telescópios instalados na montanha de Siding Spring.

O Observatório de Siding Spring (em inglês: Siding Spring Observatory), é um observatório astronômico situado na montanha de Siding Spring no Parque Nacional Warrumbungle nas cercanias da localidade de Coonabarabran em Nova Gales do Sul, Austrália. O observatório incorpora o Telescópio Anglo-Australiano, juntamente com uma coleção de outros telescópios de propriedade da Universidade Nacional Australiana.
O observatório encontra-se a 1.165 metros de altitude e era gerenciado pela Research School of Astronomy & Astrophysics (RSAA) pertencente à Universidade Nacional Australiana.
Figura na lista de códigos de observatórios do Minor Planet Center com o código 413.
O observatório monitorava e procurava descobrir asteroides e cometas próximos a terra, com possível rota de colisão com o planeta, e era o único em atividade no hemisfério sul com este objetivo. Encerrou no entanto as suas atividades em 2009, deixando o hemisfério sul sem um observatório responsável por este tipo de atividade até o final de 2013, quando um observatório astronômico brasileiro, o Observatório Sonear, projeto financiado, operado e mantido por um grupo de amigos e astrônomos amadores de Minas Gerais, iniciou suas atividades.